# Larentia petrodes
Larentia petrodes är en fjärilsart som beskrevs av Turner 1903. Larentia petrodes ingår i släktet Larentia och familjen mätare. Inga underarter finns listade i Catalogue of Life.